# Catoplatus fabricii
Catoplatus fabricii, auch Fabricius’ Feldmannstreu-Netzwanze genannt, ist eine Wanze aus der Familie der Netzwanzen (Tingidae).

## Merkmale
Die Wanzen werden 3,7 bis 4,5 Millimeter lang. Der Vorderrand des Pronotums ist nahezu gerade, die Seitenränder sind leicht nach innen gekrümmt, besonders knapp hinter dem Kopf. Das dritte Glied der Fühler ist gleich dick wie das vierte. Die meisten Tiere haben voll entwickelte (makroptere) Flügel.

## Verbreitung und Lebensraum
Die Art ist in Europa bis in den Süden der Britischen Inseln und in Skandinavien bis etwa zum 63. Breitengrad sowie östlich bis in den Süden Russlands und den Kaukasus verbreitet. In Mitteleuropa ist sie weit verbreitet und fehlt nur im norddeutschen Tiefland. Sie ist im Süden stellenweise häufiger, sonst ist sie eher selten. In den Alpen steigt sie bis etwa 1700 Meter Seehöhe. In Großbritannien ist sie im Wesentlichen im Süden Englands und Wales verbreitet. Besiedelt werden trockene, warme, offene Lebensräume, bevorzugt mit Kalkböden. Nur selten findet man sie auch auf sandigen und lehmigen Böden oder auf Ruderalflächen.

## Lebensweise
Die Tiere leben in Mitteleuropa an Magerwiesen-Margerite (Leucanthemum vulgare), sonst findet man sie auch an anderen Korbblütlern (Asteraceae). Sie halten sich am Boden unter den Grundblättern oder auf den Pflanzen auf. Ihre Entwicklung erfolgt gleich wie bei Catoplatus carthusianus: die Paarung und Eiablage erfolgt im Mai, die adulten Tiere der neuen Generation treten im Juli oder August auf. Es wird nur eine Generation pro Jahr ausgebildet.

## Belege